# James Carnegie, III duca di Fife
James George Alexander Bannerman Carnegie, III duca di Fife (Londra, 23 settembre 1929 – Angus, 22 giugno 2015), è stato un politico e nobile britannico.
Membro della Camera dei Lord dal 1959 al 1999, era bisnipote di Re Edoardo VII del Regno Unito e membro della famiglia reale britannica allargata, pur senza svolgere incarichi reali o ricevere fondi statali. Il Duca di Fife era infatti cugino di secondo grado di Elisabetta II del Regno Unito e Harald V di Norvegia. Attraverso sua madre, era anche un discendente di Guglielmo IV del Regno Unito e della sua amante Dorothea Jordan, e un lontano cugino di David Cameron.

## Infanzia
Il Duca era l'unico figlio maschio dell'XI Conte di Southesk (1893–1992) e di sua moglie, la principessa Maud di Fife (1893–1945), la figlia minore del I duca di Fife e di Luisa, principessa reale.
Il Duca fu educato alla Ludgrove School, Gordonstoun School, e al Royal Agricultural College a Cirencester. Svolse servizio militare con le Guardie Scozzesi in Malesia tra il 1948 e il 1950. In seguito fu vice-patron della Braemar Royal Highland Societyand e della British Olympic Association.

## Duca di Fife
Il Ducato di Fife fu concesso per la prima volta nel 1899 al nonno del Duca, il VI Conte Fife, da parte della Regina Vittoria, in seguito al suo matrimonio del conte con la principessa Luisa di Galles, figlia maggiore di Alberto Edoardo, Principe di Galles (il futuro re Edoardo VII). Poiché il Duca e la principessa Luisa ebbero soltanto due figlie giunte in età adulta, il titolo andò alla Principessa Alexandra di Fife (poi Principessa Arthur di Connaught).
Il 26 febbraio 1959, succedette alla zia materna, la Principessa Arthur di Connaught, come III Duca di Fife e Conte di Macduff (l'unico figlio della Principessa Arthur di Connaught, Alastair, II duca di Connaught e Strathearn, era morto prima della madre). In quanto duca divenne automaticamente Lord temporale nella Camera dei Lord, fino alla rimozione di gran parte dei pari ereditari con l'House of Lords Act del 1999.
Succedette a suo padre come XII Conte di Southesk, nonché come capo del Clan Carnegie, il 16 febbraio 1992.

## Matrimonio

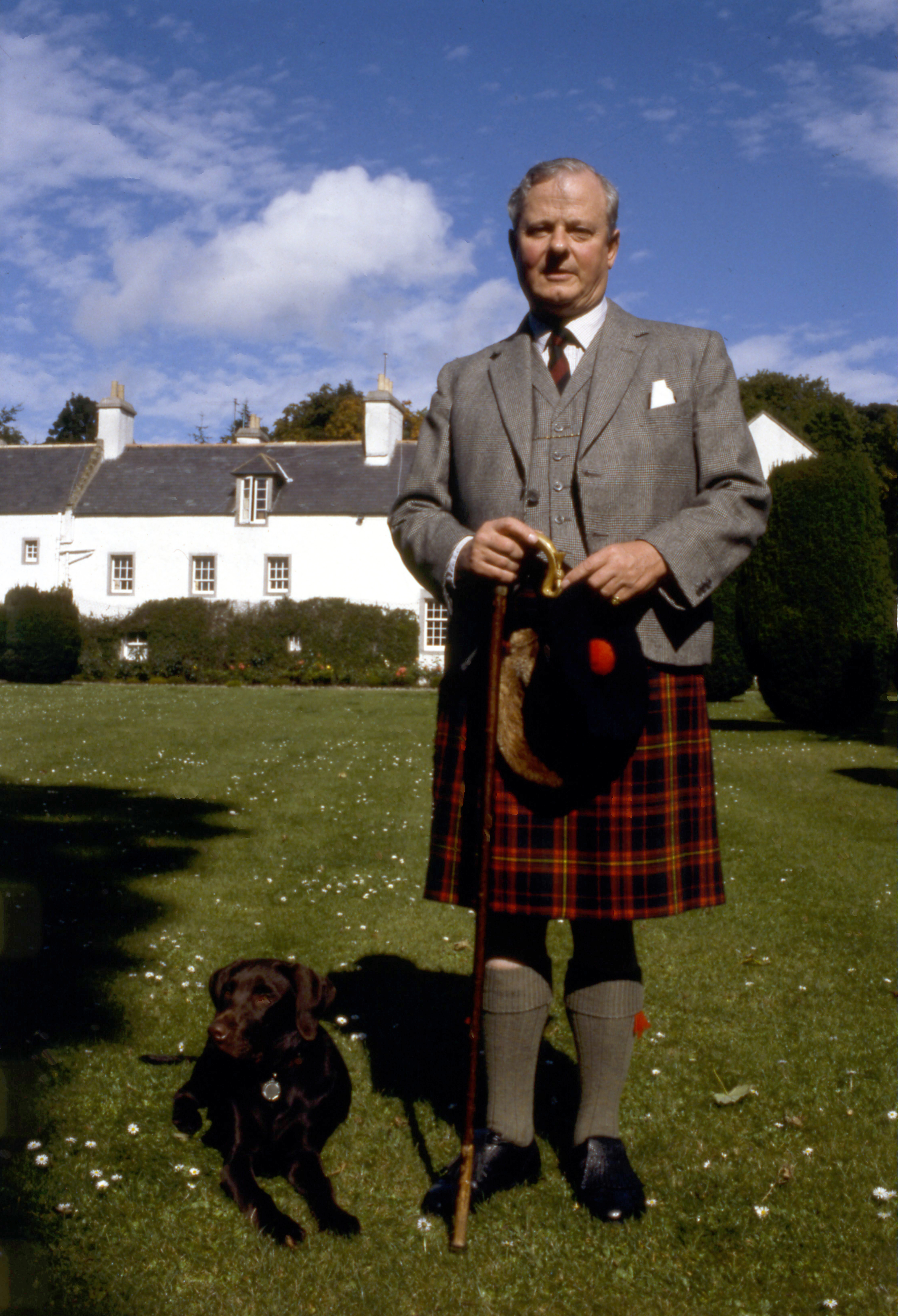
Il Duca di fronte a Elsick House
(fotografato da Allan Warren, 1984)

L'11 settembre 1956, l'allora Lord Carnegie sposò Caroline Dewar (nata il 12 febbraio 1934), figlia maggiore di Henry Dewar, III barone di Forteviot. Divorziarono nel 1966. Dal matrimonio nacquero tre figli, di cui due giunti in età adulta:
- Alexandra Clare Carnegie (nata il 20 giugno 1959);
- David Charles Carnegie, IV duca di Fife (nato il 3 marzo 1961).

## Titoli e stili
- The Hon. James Carnegie (1929–1941)
- Lord Carnegie (1941 – 26 febbraio 1959)
- Sua Grazia Il Duca di Fife (dal 26 febbraio 1959)

## Altri titoli
- XII Conte di Southesk (Pari di Scozia)
- III Conte di Macduff (Pari del Regno Unito)
- XII Lord Carnegie di Kinnaird (Pari di Scozia)
- XII Lord Carnegie, di Kinnaird e Leuchars (Pari di Scozia)
- IV Barone Balinhard di Farnell nella Contea di Forfar (Pari del Regno Unito)
- IX Baronetto Carnegie (Baronetage della Nova Scotia)

## Ascendenza
|                                        |                          |                                             | Genitori                                        |  |  | Nonni |  |  | Bisnonni                             |  |  | Trisnonni                       |  |
|                                        |                          |                                             |                                                 |  |  |       |  |  | James Carnegie, IX conte di Southesk |  |  | Sir James Carnegie, V baronetto |  |
|                                        |                          |                                             |                                                 |  |  |       |  |  | James Carnegie, IX conte di Southesk |  |  | Sir James Carnegie, V baronetto |  |
|                                        |                          | Charlotte Lysons                            |                                                 |  |  |       |  |  | James Carnegie, IX conte di Southesk |  |  |                                 |  |
| Charles Carnegie, X conte di Southesk  |                          |                                             |                                                 |  |  |       |  |  | James Carnegie, IX conte di Southesk |  |  |                                 |  |
|                                        |                          | Lady Catherine Hamilton Noel                | Charles Noel, I Conte di Gainsborough           |  |  |       |  |  |                                      |  |  |                                 |  |
|                                        |                          | Lady Catherine Hamilton Noel                | Charles Noel, I Conte di Gainsborough           |  |  |       |  |  |                                      |  |  |                                 |  |
|                                        |                          | Lady Catherine Hamilton Noel                | Arabella Williams                               |  |  |       |  |  |                                      |  |  |                                 |  |
| Charles Carnegie, XI conte di Southesk |                          | Lady Catherine Hamilton Noel                |                                                 |  |  |       |  |  |                                      |  |  |                                 |  |
|                                        |                          | Alexander Bannerman di Elsick, IX Baronetto | Charles Bannerman di Elsick, VIII Baronetto     |  |  |       |  |  |                                      |  |  |                                 |  |
|                                        |                          | Alexander Bannerman di Elsick, IX Baronetto | Charles Bannerman di Elsick, VIII Baronetto     |  |  |       |  |  |                                      |  |  |                                 |  |
|                                        |                          | Alexander Bannerman di Elsick, IX Baronetto | Anne Bannerman                                  |  |  |       |  |  |                                      |  |  |                                 |  |
| Ethel Mary Elizabeth Bannerman         |                          | Alexander Bannerman di Elsick, IX Baronetto |                                                 |  |  |       |  |  |                                      |  |  |                                 |  |
|                                        |                          | Lady Arabella Diana Sackville-West          | George West, V conte De La Warr                 |  |  |       |  |  |                                      |  |  |                                 |  |
|                                        |                          | Lady Arabella Diana Sackville-West          | George West, V conte De La Warr                 |  |  |       |  |  |                                      |  |  |                                 |  |
|                                        |                          | Lady Arabella Diana Sackville-West          | Elizabeth Sackville-West, I Baronessa Buckhurst |  |  |       |  |  |                                      |  |  |                                 |  |
| James Carnegie, III duca di Fife       |                          | Lady Arabella Diana Sackville-West          |                                                 |  |  |       |  |  |                                      |  |  |                                 |  |
|                                        | James Duff, V conte Fife | Lord Alexander Duff                         |                                                 |  |  |       |  |  |                                      |  |  |                                 |  |
|                                        | James Duff, V conte Fife | Lord Alexander Duff                         |                                                 |  |  |       |  |  |                                      |  |  |                                 |  |
|                                        | James Duff, V conte Fife | Anne Stein                                  |                                                 |  |  |       |  |  |                                      |  |  |                                 |  |
| Alexander Duff, I duca di Fife         | James Duff, V conte Fife |                                             |                                                 |  |  |       |  |  |                                      |  |  |                                 |  |
|                                        |                          | Lady Agnes Hay                              | William George Hay, XVIII conte di Erroll       |  |  |       |  |  |                                      |  |  |                                 |  |
|                                        |                          | Lady Agnes Hay                              | William George Hay, XVIII conte di Erroll       |  |  |       |  |  |                                      |  |  |                                 |  |
|                                        |                          | Lady Agnes Hay                              | Lady Elizabeth FitzClarence                     |  |  |       |  |  |                                      |  |  |                                 |  |
| Principessa Maud di Fife               |                          | Lady Agnes Hay                              |                                                 |  |  |       |  |  |                                      |  |  |                                 |  |
|                                        |                          | Edoardo VII del Regno Unito                 | Alberto di Sassonia-Coburgo-Gotha               |  |  |       |  |  |                                      |  |  |                                 |  |
|                                        |                          | Edoardo VII del Regno Unito                 | Alberto di Sassonia-Coburgo-Gotha               |  |  |       |  |  |                                      |  |  |                                 |  |
|                                        |                          | Edoardo VII del Regno Unito                 | Vittoria del Regno Unito                        |  |  |       |  |  |                                      |  |  |                                 |  |
| Luisa, principessa reale               |                          | Edoardo VII del Regno Unito                 |                                                 |  |  |       |  |  |                                      |  |  |                                 |  |
|                                        |                          | Alessandra di Danimarca                     | Cristiano IX di Danimarca                       |  |  |       |  |  |                                      |  |  |                                 |  |
|                                        |                          | Alessandra di Danimarca                     | Cristiano IX di Danimarca                       |  |  |       |  |  |                                      |  |  |                                 |  |
|                                        |                          | Alessandra di Danimarca                     | Luisa d'Assia-Kassel                            |  |  |       |  |  |                                      |  |  |                                 |  |
|                                        |                          | Alessandra di Danimarca                     |                                                 |  |  |       |  |  |                                      |  |  |                                 |  |